# Modibo Maïga
Modibo Maïga, född 3 september 1987 i Bamako, Mali, är en fotbollsspelare som spelar för den saudiska klubben Al-Nassr. Han har också spelat landskamper för maliska landslaget.